# Effet Barnett
L'effet Barnett est un effet physique selon lequel un corps magnétique mis en rotation autour d'un de ses axes acquiert un moment magnétique additionnel dirigé selon cet axe de rotation et dont l'amplitude est proportionnelle à {\displaystyle \omega } sa vitesse angulaire. Ce moment magnétique est donné par la relation
{\displaystyle M=\chi \omega /\gamma \ ,}
avec γ = rapport gyromagnétique de la matière
et χ = susceptibilité magnétique.

La magnétisation se produit parallèlement à l'axe de rotation. C'est S. J. Barnett qui l'a décrite pour la première fois en 1915 dans un article publié dans The Physical Review. Barnett était motivé par la description de l'effet Einstein-de Haas, qui montre que la magnétisation d'un électro-aimant peut induire une rotation mécanique. Il effectua ses recherches sur l'effet opposé, c'est-à-dire un électro-aimant en rotation qui change de magnétisation.